# Konstvägen sju älvar

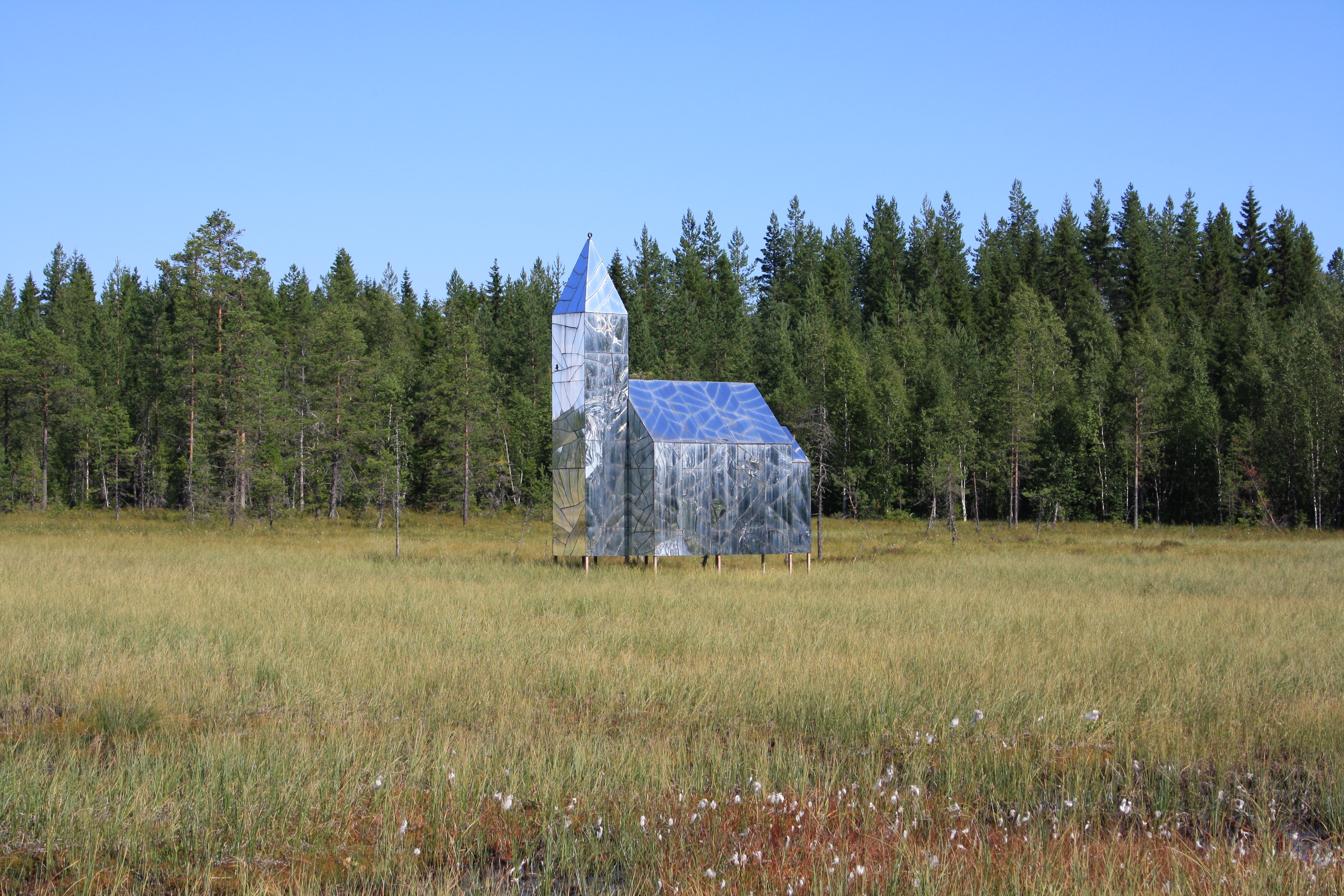
Hägring

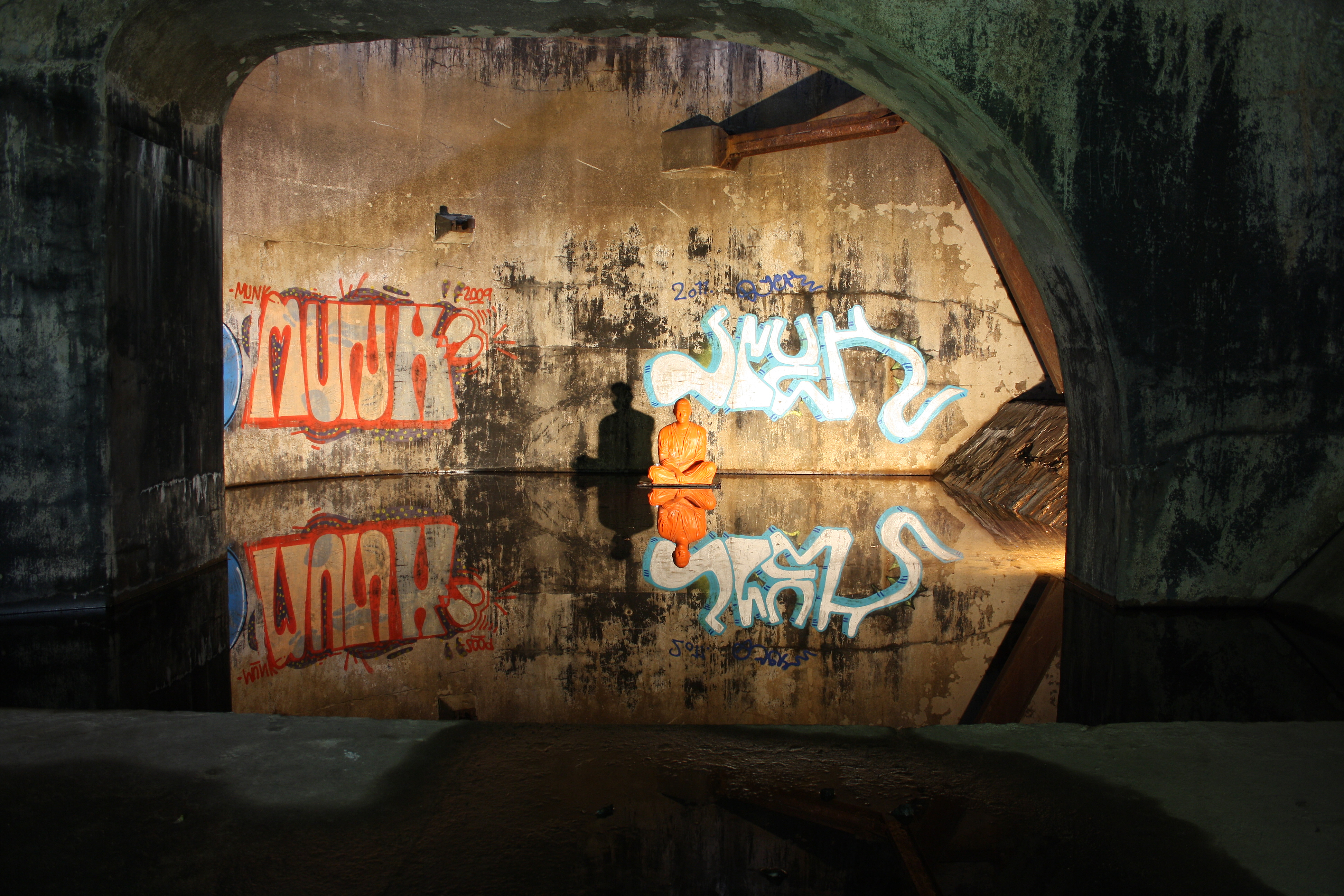
8 11

De Konstvägen sju älvar (Kunstweg zeven rivieren) is een toeristische weg met kunstwerken in de provincie Västerbottens län in Zweden.
De kunstweg loopt vanaf de haven van Umeå in Holmsund via Bottenviken in Västerbotten län in het noorden van Zweden tot Borgafjällen in Lapland. De weg loopt via Umeå en Dorotea en volgt de E12, riksväg 92 en länsväg 1052. Langs deze weg zijn sinds 1997 dertien kunstwerken opgericht. De kunstweg is 35 mijl lang en kruist de zeven rivieren Vindelälven, Ume älv, Öreälven, Lögdeälven, Gideälven, Ångermanälven en Saxälven. Het kunstproject wordt beheerd door de ideële vereniging Konstvägen Sju Älvar met de vijf gemeenten Umeå, Vännäs, Bjurholm, Åsele en Dorotea als leden.

## Overzicht kunstwerken
1. Plats Nord 63 ° 40,´8 Ost 20 ° 20,´6 van Mats Caldeborg
2. 8 11 van Fredrik Wretman
3. Eldsoffa van Ulf Rollof
4. Hägring van Kent Karlsson
5. Oh du härliga land van Mattias en Linda Baudin
6. Vägabstraktion van Jacob Dalgren
7. Poem van Sigurdur Gudmundsson
8. Laddad plats van Mikael Richter
9. Nybyggarkvinnan van Anne-Karin Furunes
10. Återkallelse van Monika Larsen Dennis
11. Himmelmöte van Solfrid Mortensen
12. Ljusfenomen van Olof Tälströmm
13. Återkomst van Monika L. Edmondson